# Pristimantis abakapa
Espèce
Pristimantis abakapa est une espèce d'amphibiens de la famille des Craugastoridae.

## Répartition
Cette espèce est endémique de l'État de Bolívar au Venezuela. Elle se rencontre entre 900 et 2 020 m d'altitude sur le tepuy Abakapá.

## Étymologie
Son nom d'espèce lui a été donné en référence au lieu de sa découverte, le tepuy Abakapá.

## Publication originale
- Rojas-Runjaic, Salerno, Señaris & Pauly, 2013 : Terraranans of the Lost World: a new species of Pristimantis (Amphibia, Strabomantidae) from Abakapá-tepui in the Chimantá Massif, Venezuelan Guayana, and additions to the knowledge of P. muchimuk. Zootaxa, no 3686 (3), p. 335–355.